# Dan Mangan
Daniel Mangan (ur. 28 kwietnia 1983) – kanadyjski muzyk, kompozytor, wokalista i autor tekstów.

## Życie prywatne
Urodził się w Smithers w stanie Kolumbia Brytyjska, ale większość życia spędził w Vancouver. W wieku 16 lat, razem z kolegami ze szkoły, założył swój pierwszy zespół „Basement Suite”. Duży wpływ na jego muzykę miał Nick Drake i The Beatles.
Ukończył filologię angielską na Uniwersytecie Kolumbii Brytyjskiej. Ma pięcioro rodzeństwa.
Mieszka w Vancouver z żoną i dwójką dzieci.

## Dyskografia
| Rok  | Tytuł                                                        |
| ---- | ------------------------------------------------------------ |
| 2003 | All At Once                                                  |
| 2005 | Postcards & Daydreaming                                      |
| 2009 | Roboteering                                                  |
| 2009 | Nice, Nice, Very Nice                                        |
| 2011 | Oh Fortune                                                   |
| 2012 | Radicals                                                     |
| 2015 | Club Meds (płyta nagrana w kooperacji z zespołem Blacksmith) |
| 2016 | Unmake                                                       |